# Grabs
Grabs je obec ve švýcarském kantonu St. Gallen. Nachází se na jihovýchodě kantonu, nedaleko hranic s Lichtenštejnskem. Žije zde přibližně 7 100 obyvatel.

## Geografie
Grabs leží v údolí Rýna mezi městy Buchs na jihu a Gams na severu. Na západě se dotýká obce Wildhaus-Alt St. Johann, na jihu obce Sevelen a na jihozápadě obce Walenstadt. K obci Grabs patří rozsáhlé rozptýlené osady na Grabserbergu a Studnerbergu a městečko Werdenberg.
K obci patří rozsáhlé alpy i rozsáhlé lesní plochy; obec Grabs je největším vlastníkem lesů v kantonu St. Gallen. Mezi horami se na území obce rozkládá jezero Voralpsee, které leží v nadmořské výšce 1123 metrů.
Grabs patří do volebního obvodu Werdenberg a se svou rozlohou 54,64 km² je větší než kanton Basilej-město. Obec má velký podíl na úpatí Alp. Pohoří patří do skupiny Alvier (nejvyšší hora: Gamsberg 2385 m n. m.) a také Churfirsten (nejvyšší hora: Hinterrugg 2306 m n. m.). Nadmořská výška se pohybuje od 443 m n. m. v Ochsensandu až po Gamsberg 2385 m n. m.

## Historie

Grabs (1922)

Historie města Grabs sahá až do římských dob. Tehdy stály na území obce Grabs dvě římské věže, tzv. forty, které byly postaveny k zabezpečení římské cesty na levém břehu Rýna ze Sargansu do Gamsu. Jedna stála v dolní části Grabserberge, druhá pod Margelchopfem nad Obergatterem. Obě místa se dnes nazývají Gästelen.
Dobytí údolí Rýna vedlo k romanizaci původního obyvatelstva a vzniku rétorománského kmene. Ještě v současnosti mnoho místních a polních názvů odkazuje na osídlení románským obyvatelstvem. Románského původu je i místní jméno Grabs; rané doklady jako Quadrabitis, Quaradaves, Quadravedes (9. století), později pak de Grabdis (1235) naznačují caput rapidae, což znamená „začátek (nebo konec) peřejí“, či také „začátek (nebo konec) strmého stoupání“.
Od raného středověku až do raného novověku byl Churrätien označením pro část pozdně římské provincie Raetia prima, do níž patřilo i území obce Grabs. V době stěhování národů se Alamani tlačili od severu proti Rýnu; jejich nápor prozatím zastavil pouze Hirschensprung - úzký průsmyk mezi Alpsteinem a Rýnem, ale ani ten nebyl nepřekonatelnou překážkou. Již v 8. století žili mezi rétorománským obyvatelstvem Alamani. Proces přesídlování obyvatelstva se urychlil, když oblast ovládla hrabata z Werdenbergu.
Se zánikem dynastie v roce 1484 připadl Werdenberg po krátkém panování různých pánů v roce 1517 Glarusu jako hofmistrovství. Jejich vláda trvala až do vpádu Francouzů v roce 1798. Pět let, do roku 1803, byl Grabs součástí okresu Werdenberg v nově založeném kantonu Linth. Kanton Linth se skládal z bývalé spolkové lokality Glarus a jejího poddanského území Werdenberg, bývalých poddanských území Schwyzu (Höfe, March, Einsiedeln) a lokality Curychu (Sax), bývalých společných panství Uznach, Gaster, Sargans a města Rapperswil a také Obertoggenburgu, který dříve patřil knížecímu opatství St. Gallen.
Kanton Linth byl opět zrušen Napoleonovým zprostředkovatelským aktem z roku 1803, kterým Švýcarsko získalo novou ústavu. Jeho území bylo rozděleno mezi nové kantony Schwyz (Höfe, March, Einsiedeln), Glarus a St. Gallen (Rapperswil, Uznach, Gaster, Sargans, Werdenberg s Grabs, Sax, Obertoggenburg).

## Obyvatelstvo

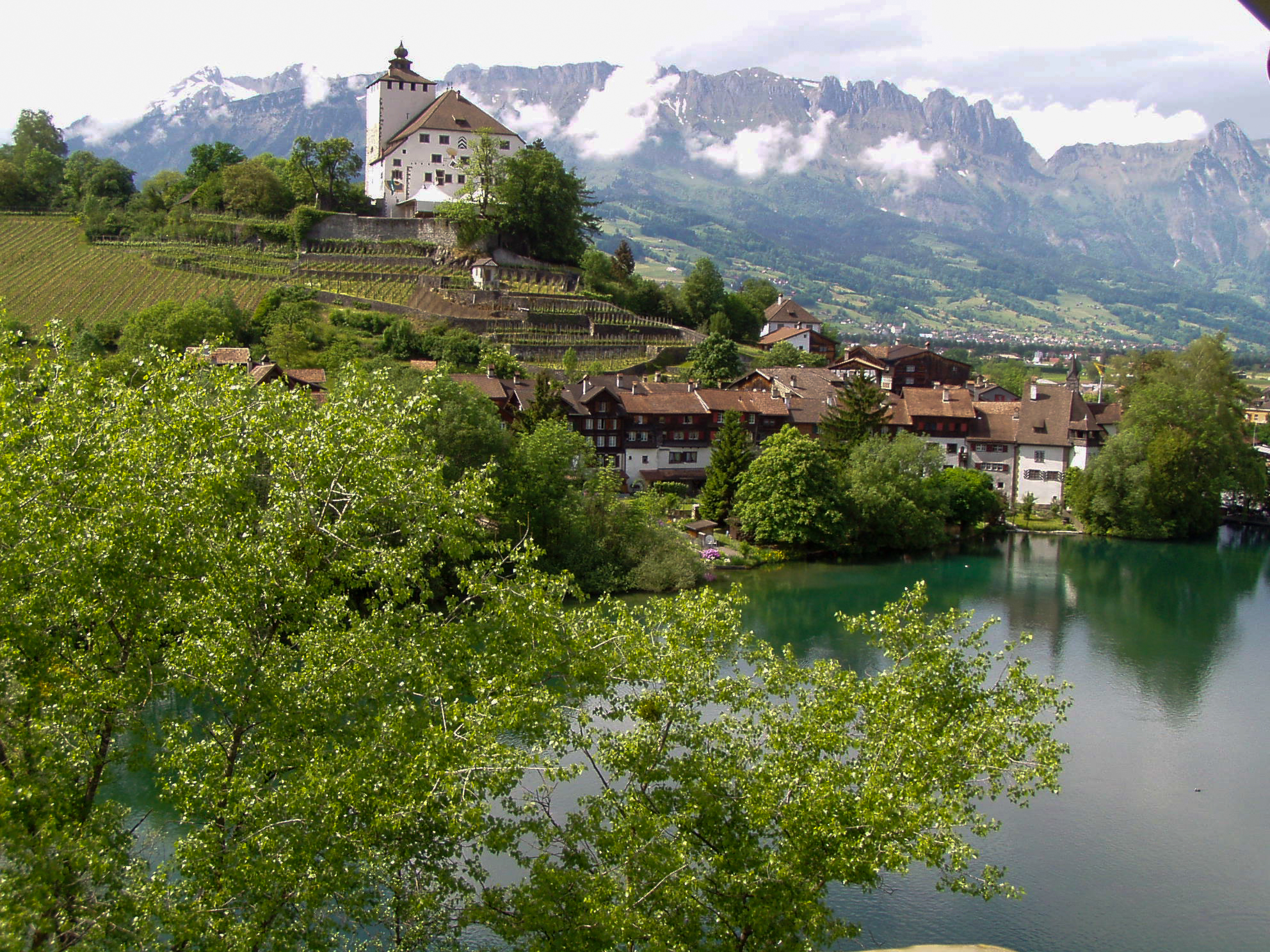
Hrad a obec Werdenberg

| Rok            | 1816 | 1850 | 1900 | 1950 | 2000 | 2005 | 2010 | 2015 | 2019 |
| Počet obyvatel | 2354 | 3272 | 4411 | 4516 | 6297 | 6381 | 6842 | 6929 | 7147 |

## Hospodářství
Po kantonální nemocnici je největším podnikem v Grabsu mezinárodně působící výrobce etiket a etiketovacích strojů Pago.

## Osobnosti
- Andreas Sprecher von Bernegg (1871–1951), botanik
- Curt Goetz (1888–1960), spisovatel a herec
- Hans Martin Tschudi (* 1951), politik
- Martin Gantenbein (* 1959), hudebník a skladatel
- Ursula Konzettová (* 1959), lichtenštejnská lyžařka
- Pipilotti Rist (* 1962), vizuální umělkyně
- Klaus Tschütscher (* 1967), bývalý premiér Lichtenštejnska
- Vinzenz Wohlwend (* 1969), řádový duchovní, opat cisterciáckého opatství Wettingen-Mehrerau
- Simon Ammann (* 1981), švýcarský reprezentant ve skoku na lyžích
- Peter Jehle (* 1982), lichtenštejnský fotbalista
- Cengiz Biçer (* 1987), lichtenštejnský fotbalista
- Seyhan Yildiz (* 1989), lichtenštejnský fotbalista